# José Delbo
José María  Del Bó, mais conhecido como José Delbo (9 de dezembro de 1933 – 5 de fevereiro de 2024) foi um quadrinista argentino. Ele é mais conhecido por seu trabalho em Mulher Maravilha para a DC Comics e Transformers para a Marvel Comics.

## Histórico
José Delbo fez sua estreia profissional aos 16 anos, ilustrando para a revista "Poncho Negro". Devido à instabilidade política na Argentina, se mudou para o Brasil em 1963, junto com Rodolfo Zalla, ambos trabalharam na editora paulista Taika,onde ilustrou os faroeste Colorado e O Vingador, logo em seguida, criou as tiras Gatinha Paulista e Justiceiro Alado, para os jornais Última Hora e A Nação, respectivamente.
Em 1965, mudou-se para os Estados Unidos,  seu primeiro trabalho para o mercado norte-americano foi Billy the Kid para a Charlton Comics. Ele desenhou muitas adaptações de séries de televisão para a Dell Comics e para o selo Gold Key da Western Publishing, incluindo The Brady Bunch, Hogan's Heroes, The Mod Squad, The Monkees e The Twilight Zone. 
Seu primeiro trabalho para a DC Comics foi The Spectre #10 (maio-junho de 1969). Delbo tornou-se o artista principal da revista da Mulher Maravilha a partir da edição 222 (fevereiro-março de 1976) e desenhou até a edição 286 (Dec. 1981). 
Em 1986, Delbo começou a trabalhar para a Marvel Comics, onde ele desenhou ThunderCats, The Transformers e NFL SuperPro. Ele cocriado Brute Force com Simon Furman em 1990. 
Delbo lecionou na The Kubert School da década de 1990 até 2005. Depois de se mudar para a Flórida, ele ensinou em um programa de "cartoon camp" para crianças em idade escolar em Boca Raton.
Na década de 1990, ilustrou quadrinhos da Disney

## Premiações
Em 2002, foi premiado na Mestre do Quadrinho Nacional do Prêmio Angelo Agostini, em 2013, foi a vez do Inkpot Award durante a San Diego Comic-Con International.